# Teachers
Teachers (Profesores de hoy en España; La escuela del desorden en Hispanoamérica) es una película de 1984 protagonizada por Nick Nolte, JoBeth Williams, Ralph Macchio, y Judd Hirsch, escrita por W. R. McKinney y dirigida por Arthur Hiller. 

## Argumento
Alex Jurel es un maestro y tiene un trabajo en una escuela secundaria con más de 2.000 estudiantes, en la que otros profesores están desmotivados o corruptos. Él es un maestro motivado y se hace cargo de forma temporal las funciones de un psicólogo de la escuela. En esta capacidad, se encuentra con el alumno Eddie Pilikian de quien se ocupa.
Al mismo tiempo una demanda contra la escuela está en marcha y una antigua alumna suya, Lisa Hammond, que es ahora una abogada, tiene la tarea de averiguar en nombre del demandante como un estudiante ha superado la escuela, a pesar de que es analfabeto. Jurel se da cuenta de la corrupción que hay detrás de este caso observando a Eddie, que también es analfabeto y a quien la escuela no quiere ayudar bajo la política de ayudar solo a los que pueden ayudar. Se da así cuenta, que en la escuela una apariencia de la educación de los niños es más importante que la educación de los mismos niños hasta el punto de convertirlo en política y por lo tanto intenta reformar la escuela.
La directora Dra. Donna Burke y la mayoría de los profesores se sienten por ello amenazados por sus acciones y por lo tanto, utilizando una excusa intentan obligarle a dimitir bajo la amenaza de despido. Los estudiantes y Lisa, que también ha notado la corrupción, apoyan a Jurel y, motivado por ello, este se rebela contra ellos.

## Reparto
- Nick Nolte - Alex Jurel
- JoBeth Williams - Lisa Hammond
- Judd Hirsch - Vice Principal Roger Rubell
- Ralph Macchio - Eddie Pilikian
- Allen Garfield - Carl Rosenberg
- Lee Grant - Dra. Donna Burke
- Richard Mulligan - Herbert Gower
- Royal Dano - Ditto a.k.a. Mr. Stiles
- William Schallert - Principal Horn
- Art Metrano - Troy
- Laura Dern - Diane Warren
- Crispin Glover - Danny Reese
- Morgan Freeman - Al Lewis
- Madeleine Sherwood - Grace
- Steven Hill - Sloan
- Zohra Lampert - Mrs. Pilikian
- Mary Alice - Linda Ganz
- Ronald Hunter - Mr. Pilikian
- Virginia Capers - Conserje
- Ellen Crawford - Trabajadora social
- Vivian Bonnell - Enfermera
- Anthony Heald - Narc
- Katharine Balfour - Theresa
- Jeff Ware - Malloy

## Producción
La producción cinematográfica se rodó en el Central High School de la ciudad de Columbus, en el estado de Ohio.